# South Warden Reef
South Warden Reef är ett rev på Stora Barriärrevet i Australien.   Det ligger cirka 25 km sydost om Cape Melville i delstaten Queensland, 